# Schalldruck
| Schallgrößen |
| --- |
| - Schallauslenkung {\displaystyle \xi } - Schalldruck {\displaystyle p} - Schalldruckpegel {\displaystyle L_{p}} - Schallenergiedichte {\displaystyle E} - Schallenergie {\displaystyle W} - Schallfluss {\displaystyle q} - Schallgeschwindigkeit {\displaystyle c_{\text{S}}} - Schallimpedanz {\displaystyle Z} - Schallintensität {\displaystyle I} - Schallleistung {\displaystyle P_{\text{ak}}} - Schallschnelle {\displaystyle v} - Schallschnelleamplitude {\displaystyle v} - Schallstrahlungsdruck |

Der Schalldruck oder Schallwechseldruck, Formelzeichen p (engl. „pressure“ – Druck), ist in der Tontechnik und in der Akustik die wichtigste Schallfeldgröße. Die SI-Einheit des Schalldrucks ist – wie die des Luftdrucks – das Pascal mit dem Einheitenzeichen Pa. Der gemessene Effektivwert {\displaystyle {\tilde {p}}} des Schalldrucks  geht in den in dB angegebenen Schalldruckpegel ein.

## Definition
Als Schalldruck werden die Druckschwankungen eines kompressiblen Schallübertragungsmediums (üblicherweise Luft) bezeichnet, die bei der Ausbreitung von Schall auftreten. Diese Druckschwankungen werden vom Trommelfell als Sensor in Bewegungen zur Hörempfindung umgesetzt.
Der Schalldruck p ist der Wechseldruck (eine Wechselgröße), der dem statischen Druck p0 (i. d. R. dem Luftdruck) überlagert ist. Hierbei ist der Schallwechseldruck
{\displaystyle p={\frac {F}{A}}\,}
mit der auf die Fläche A wirkenden Kraft F je Flächeninhalt von A.
Für den gesamten Druck pges gilt somit:
{\displaystyle p_{\mathrm {ges} }=p_{0}+p\,}
Der Schalldruck p (Schallwechseldruck) ist in der Regel um viele Größenordnungen kleiner als der statische Luftdruck. Da ein Druck mit keiner Richtungsangabe verknüpft werden kann, handelt es sich um eine skalare Größe. Der Schalldruck in Abhängigkeit von den Koordinaten im dreidimensionalen Raum ist aus mathematischer Sicht somit ein Skalarfeld.
Weiterhin ist bei sinusförmigen Signalen die Angabe als Effektivwert
{\displaystyle p_{\mathrm {eff} }={\tilde {p}}={\frac {\hat {p}}{\sqrt {2}}}\quad \,}
üblich. Die Schalldruckamplitude ist dagegen der Scheitelwert (Spitzenwert) des Schalldrucks.
Handelt es sich beim Schall um einen Ton, also eine harmonische Schwingung (oft auch als „Sinus-Schwingung“ bezeichnet) mit nur einer Frequenz {\displaystyle f}, so gilt für die Zeitabhängigkeit des Schalldrucks:
{\displaystyle p(t)={\hat {p}}\sin(2\pi ft)={\hat {p}}\sin(\omega t)\,}
wobei {\displaystyle {\hat {p}}} die Schalldruckamplitude und ω die Kreisfrequenz {\displaystyle \omega =2\pi \,f\,} ist.

## Abstandsabhängigkeit
Der Effektivwert des Schalldrucks {\displaystyle {\tilde {p}}} verhält sich im Freifeld umgekehrt proportional zur Entfernung r von einer (punktförmigen) Schallquelle (1/r-Gesetz, Abstandsgesetz):
{\displaystyle {\tilde {p}}\sim {\frac {1}{r}}}
{\displaystyle {\frac {{\tilde {p}}_{2}}{{\tilde {p}}_{1}}}={\frac {r_{1}}{r_{2}}}\,}
{\displaystyle {\tilde {p}}_{2}={\tilde {p}}_{1}{\frac {r_{1}}{r_{2}}}\,}
{\displaystyle {\tilde {p}}_{1}\,} = Schalldruck im Abstand {\displaystyle r_{1}\,}

{\displaystyle {\tilde {p}}_{2}\,} = Schalldruck im Abstand {\displaystyle r_{2}\,}
(Anmerkung: Die quadratischen Schallenergiegrößen, wie z. B. die Schallintensität, nehmen bei punktförmigen Schallquellen mit 1/r2 über der Entfernung ab.)
Wie man hier erkennen kann, ist zur Beurteilung der Stärke einer Schallquelle neben der Angabe des gemessenen Schalldrucks unbedingt die Angabe der Lage des Messpunkts als Abstand r von der Schallquelle notwendig.
In halliger Umgebung gilt das 1/r-Gesetz nur eingeschränkt:
- Im Direktfeld der Schallquelle, also im Freien und wo der Direktschall D den Raumschall R überwiegt, gilt das 1/r-Gesetz.
- Außerhalb des unmittelbaren Direktfelds, wo die Reflexionen einen Einfluss auf den Gesamtschalldruck bekommen, gilt das 1/r-Gesetz nur eingeschränkt.
- Außerhalb des Hallradius rH, das ist die Entfernung von der Schallquelle, bei der der Direktschall D genau so stark ist wie der Raumschall R, bleibt der Schalldruck mit zunehmendem Abstand von der Schallquelle im Wesentlichen konstant, da er hier vor allem von den Reflexionen der Wände bestimmt wird.

## Zusammenhang mit anderen akustischen Größen
In einer ebenen Welle ist der Schalldruck {\displaystyle p} mit den akustischen Größen Schallkennimpedanz {\displaystyle Z}, Schallleistung {\displaystyle P_{\mathrm {ak} }}, Schallschnelle {\displaystyle v} und Schallintensität {\displaystyle I} folgendermaßen verknüpft:
{\displaystyle p=Z\;v={\frac {I}{v}}={\sqrt {I\;Z}}={\frac {P_{\mathrm {ak} }}{v\;A}}={\sqrt {\frac {P_{\mathrm {ak} }\;Z}{A}}}={\xi \;Z\;\omega }={\frac {a\;Z}{\omega }}=c\;{\sqrt {\rho \;E}}}.
Hierbei ist:
| Symbol                            | Einheiten | Bedeutung                                   |
| --------------------------------- | --------- | ------------------------------------------- |
| {\displaystyle p}                 | Pa        | Schalldruck                                 |
| {\displaystyle f}                 | Hz        | Frequenz                                    |
| {\displaystyle \xi }              | m         | Schallauslenkung                            |
| {\displaystyle c}                 | m/s       | Schallgeschwindigkeit                       |
| {\displaystyle v}                 | m/s       | Schallschnelle                              |
| {\displaystyle \omega }           | 1/s       | Kreisfrequenz                               |
| {\displaystyle \rho }             | kg/m3     | Luftdichte (Dichte des Mediums)             |
| {\displaystyle Z=c\;\rho }        | N·s/m3    | Schallkennimpedanz, Akustische Feldimpedanz |
| {\displaystyle a}                 | m/s2      | Schallbeschleunigung                        |
| {\displaystyle I}                 | W/m2      | Schallintensität                            |
| {\displaystyle E}                 | W·s/m3    | Schallenergiedichte                         |
| {\displaystyle P_{\mathrm {ak} }} | W         | Schallleistung                              |
| {\displaystyle A}                 | m2        | Durchschallte Fläche                        |

## Tabelle: Schalldruck und Schalldruckpegel diverser Schallquellen

### Schalldruck in Luft
Zum Vergleichstatischer Luftdruck auf Meereshöhe: ca. 100 kPa
| Schallquelle und Situation (Entfernung)                              | Schalldruck {\displaystyle {\tilde {p}}} (Effektivwert) (in Pascal) | Schalldruck- pegel Lp dB re 20 µPa |
| -------------------------------------------------------------------- | ------------------------------------------------------------------- | ---------------------------------- |
| M1 Garand-Gewehr (1 m)                                               | 5000                                                                | 168                                |
| Strahlflugzeug (30 m)                                                | 600                                                                 | 150                                |
| Schmerzschwelle                                                      | 100                                                                 | 134                                |
| Gehörschäden bei kurzfristiger Einwirkung                            | 20                                                                  | ab 120                             |
| Strahlflugzeug (100 m)                                               | 6 ... 200                                                           | 110 ... 140                        |
| Presslufthammer (1 m); Diskothek                                     | 2                                                                   | 100                                |
| Gehörschäden bei langfristiger Einwirkung mehr als 8 Stunden täglich | 0,6                                                                 | ab 90                              |
| Hauptverkehrsstraße (10 m)                                           | 0,2 ... 0,6                                                         | 80 ... 90                          |
| Pkw (10 m)                                                           | 0,02 ... 0,2                                                        | 60 ... 80                          |
| Fernseher in Zimmerlautstärke (1 m)                                  | 0,02                                                                | ca. 60                             |
| normale Unterhaltung (1 m)                                           | 2 ... 6·10−3                                                        | 40 ... 50                          |
| sehr ruhiges Zimmer                                                  | 2 ... 6·10−4                                                        | 20 ... 30                          |
| Blätterrauschen, ruhiges Atmen                                       | 6·10−5                                                              | 10                                 |
| Hörschwelle bei 1 kHz                                                | 2·10−5                                                              | 0                                  |

### Schalldruck in Wasser
Zum Vergleichstatischer Druck in Meereshöhe an der Wasseroberfläche: ca. 100 kPa

in 100 m Wassertiefe: ca. 1100 kPa
in 5 km Wassertiefe: ca. 51100 kPa
| Schallquelle und Situation (Entfernung) | Schalldruck {\displaystyle {\tilde {p}}} (in Pascal) | Schalldruck- pegel Lp dB re 1 µPa |
| --------------------------------------- | ---------------------------------------------------- | --------------------------------- |
| militärisches Sonar (1 m)               | 106                                                  | 240                               |
| Hörschwelle eines Tauchers bei 1 kHz    | 2,2·10−3                                             | 67                                |